# طرخشقون أصفر الميسم
طرخشقون أصفر الميسم (باللاتينية: Taraxacum xanthostigma) هو نوع نباتي يتبع جنس الطرخشقون من القبيلة الشيكورية.